# Pinnow (Schenkendöbern)
Pinnow (niedersorbisch Pynow) ist ein Ortsteil der Gemeinde Schenkendöbern im Landkreis Spree-Neiße in Brandenburg.

## Geografie und Verkehrsanbindung
Pinnow liegt im Nordosten der Niederlausitz, rund vierzehn Kilometer westnordwestlich von Guben und 28 Kilometer Luftlinie nordöstlich von Cottbus. Südwestlich schließt sich die Lieberoser Heide und westlich die Reicherskreuzer Heide an. Die Gemarkung des Ortsteils grenzt im Norden an Henzendorf, im Nordosten an Groß Drewitz, im Südosten an Lübbinchen, im Süden an Drewitz, im Südwesten an Schönhöhe, im Westen an Staakow und im Nordwesten an Reicherskreuz. Zum Ortsteil Pinnow gehören die Wohnplätze Forsthaus Eichhorst und Teerofen.
Pinnow liegt an der Bundesstraße 320 zwischen Lieberose und Guben.

## Geschichte
Pinnow wurde im Jahr 1318 als Pinno erstmals urkundlich erwähnt. Der im slawischen Sprachraum relativ verbreitete Ortsname stammt hier von dem niedersorbischen Wort „pjeń“, das sich mit „Baumstumpf“ bzw. „Wurzelstock“ übersetzen lässt. Der Ort wurde als Gassendorf angelegt und war laut einer Kaufurkunde aus dem Jahr 1519 spätestens seitdem Teil der niederlausitzer Standesherrschaft Lieberose. Im Jahr 1604 erhielt Pinnow eine erste Dorfkirche, die als Filialkirche zu Grano gehörte. Nach dem Prager Frieden wurde Pinnow im Jahr 1635 Teil des Kurfürstentums Sachsen.
Im Jahr 1723 bestand Pinnow aus einem herrschaftlichen Vorwerk, einer Windmühle und einem Teerofen. Im Ort lebten 17 Untertanen (überwiegend Kossäten), ein Schütze und der Müller. Im Jahr 1806 wurde das Kurfürstentum zum Königreich Sachsen erhoben. Nach der auf dem Wiener Kongress beschlossenen Teilung des Königreiches Sachsen kam Pinnow in die preußische Provinz Brandenburg. Bei der Gebietsreform im Jahr 1816 wurde der Ort dem Kreis Lübben im Regierungsbezirk Frankfurt zugeordnet. Im folgenden Jahr hatte Pinnow 226 Einwohner. Anfang der 1840er Jahre lebten in Pinnow laut der Topografisch-statistischen Übersicht des Regierungsbezirks Frankfurt a. d. O. 400 Einwohner in 46 Wohngebäuden. 1848 wurde Pinnow durch einen Großbrand zerstört, lediglich die Kirche und zwei weitere Gebäude blieben erhalten. Beim Wiederaufbau des Ortes wurde der heutige Anger angelegt.
1864 hatte die Landgemeinde Pinnow insgesamt 529 Einwohner in 50 Gebäuden. Sie gliederte sich in den Ortsteil Pinnow mit 517 Einwohnern und die Siedlung Eichhorst mit zwölf Einwohnern. Zu Pinnow gehörten eine Windmühle und zwei ausgebaute Gehöfte sowie der Teerofen. 1869 wird eine Schule erstmals erwähnt. Bei der Volkszählung vom 1. Dezember 1871 lebten in der Landgemeinde Pinnow 496 Einwohner in 97 Haushalten. Von den Einwohnern waren 265 männlich und 231 weiblich; 121 Einwohner waren Kinder unter zehn Jahren. Im Dorf Pinnow selbst lebten 487 Einwohner, die anderen neun Einwohner wurden Eichhorst zugeordnet. 1880 erfolgte die Gründung einer Freiwilligen Feuerwehr im Ort. Laut Arnošt Muka war der Sprachwechsel vom Sorbischen ins Deutsche in den 1880er Jahren schon abgeschlossen.
Zeitweise gab es eine Glashütte im Ort. 1929 wurde Pinnow an das Stromnetz angeschlossen. Im gleichen Jahr wurde die Standesherrschaft Lieberose aufgelöst und in eine Waldstiftung umgewandelt. Ab 1943 war Pinnow aufgrund der geplanten Errichtung des SS-Truppenübungsplatzes Kurmark von der Umsiedlung bedroht, aufgrund des Kriegsendes im Jahr 1945 kam es jedoch nicht mehr dazu. Pinnow lag fortan in der Sowjetischen Besatzungszone und kam dort 1947 zum Land Brandenburg. Aus der Sowjetischen Besatzungszone wurde im Oktober 1949 die DDR gegründet. Am 1. Juli 1950 wechselte die Gemeinde Pinnow durch das Gesetz über die Änderung zur Verbesserung der Kreis- und Gemeindegrenzen aus dem Landkreis Lübben (Spreewald) in den Landkreis Cottbus. Bei der Gebietsreform am 25. Juli 1952 wurde die Gemeinde dann dem Kreis Guben im Bezirk Cottbus zugeordnet.
Im Jahr 1977 wurden die Fernverkehrsstraße 320 und die Dorfstraße in Pinnow befestigt. Des Weiteren wurden Gehwege angelegt und die Straßenbeleuchtung erneuert. Nach der Wiedervereinigung lag die Gemeinde Pinnow zunächst im Landkreis Guben in Brandenburg, wo sie sich zum 1. Oktober 1992 dem Amt Schenkendöbern anschloss. Der Landkreis Guben ging am 6. Dezember 1993 im neuen Landkreis Spree-Neiße auf. Am 31. Dezember 1998 schlossen sich die Gemeinden Pinnow, Lübbinchen, Reicherskreuz und Staakow zu der neuen Gemeinde Pinnow-Heideland zusammen. Am 26. Oktober 2003 fusionierte diese mit den Gemeinden Atterwasch, Bärenklau, Grabko und Lutzketal zu der neuen Gemeinde Schenkendöbern, womit das Amt Schenkendöbern aufgelöst wurde.

## Sehenswürdigkeiten

### Baudenkmale

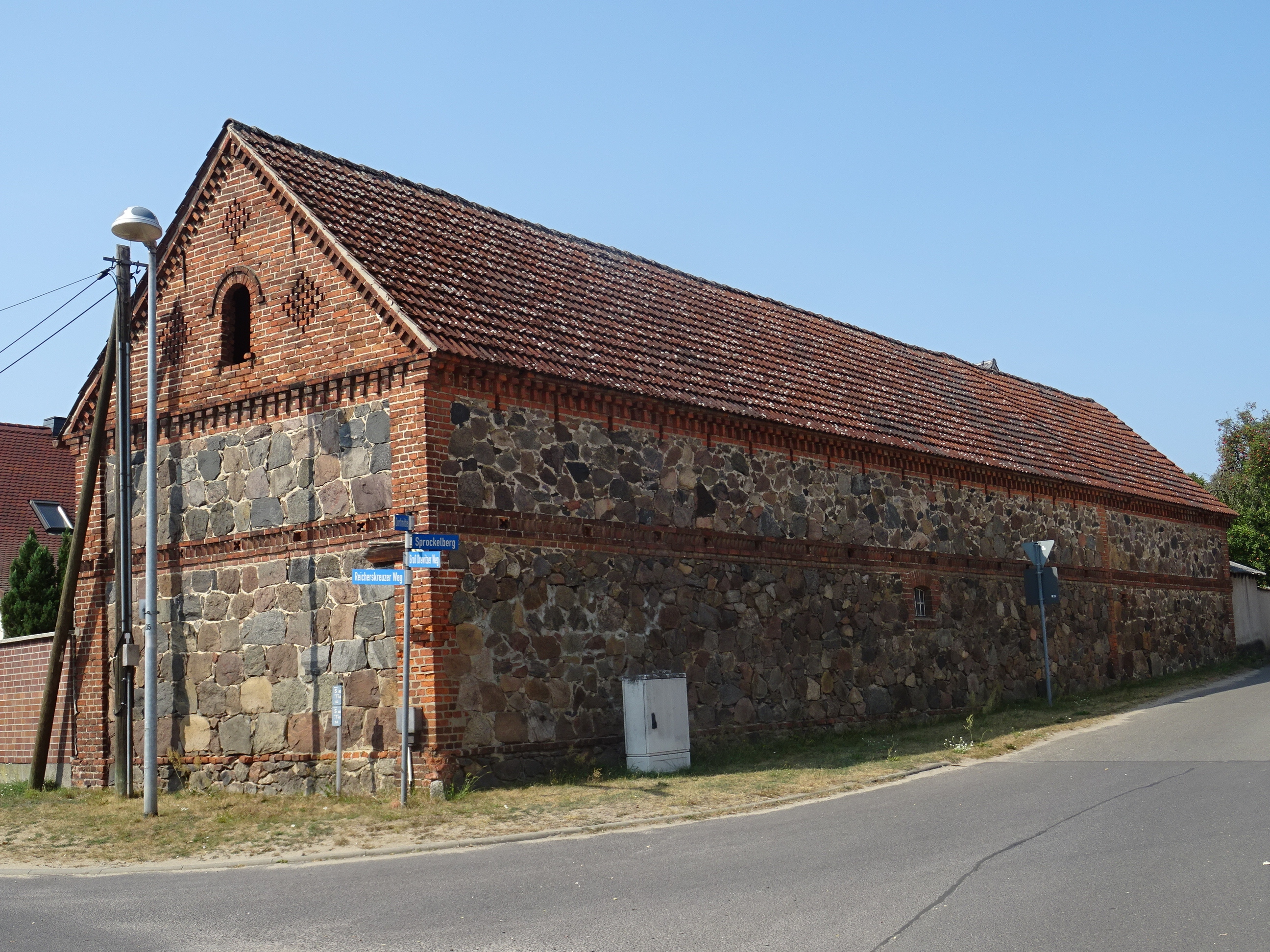
Denkmalgeschützter Stallspeicher im Ortszentrum von Pinnow

In der Liste der Baudenkmale in Schenkendöbern sind für Pinnow sieben Baudenkmale aufgeführt:
- die Dorfkirche, ein Saalbau mit einem Westturm, erbaut von 1909 bis 1910
- das Kriegerdenkmal in der Dorfmitte
- ein Stallspeicher und Scheune (Dorfmitte 6)
- vier Stallspeicher (Dorfmitte 9 und 11, Reicherskreuzer Weg 2 und 4)

### Naturschutzgebiete
Rund um Lübbinchen liegen diese Naturschutzgebiete:
- südlich das Naturschutzgebiet Pinnower Läuche und Tauersche Eichen im Naturpark Schlaubetal
- westlich die Reicherskreuzer Heide und Schwansee
- südwestlich der Tuschensee

(siehe auch Liste der Naturschutzgebiete im Landkreis Spree-Neiße)